# 李明熙
李明熙（韓語：이명희），韓國電視劇編劇。

## 作品

### 電視劇
- 2007年：MBC《Air City》
- 2012年：KBS《KBS－Drama Special－SOS》
- 2016年：KBS《蔣英實》
- 2017年：MBC《金錢之花》
- 2025年：SBS《寶物島》

## 外部連結
- NAVER搜索